# Wangle III (schip, 1942)
De Wangle III, een bootje van het type whaler,  was eigendom van de 1st Mortlake Sea Scouts uit Londen. Tijdens een oversteek van het Nauw van Calais is het bootje vergaan, de tien opvarenden kwamen daarbij om het leven.
De serie boten waaruit de Wangle III voortkwam werd oorspronkelijk gebouwd voor de Royal Canadian Navy. Rond 1947 doneerde de RCN een aantal van deze boten aan de Boy Scouts Association in Engeland, het verkeerde toen in tamelijk slechte conditie. Op onduidelijke manier konden de 1st Mortlake Sea Scouts, een groep zeescouts (zeeverkenners) de boot verwerven. Waarschijnlijk heeft de naam Wangle III iets te maken met de wijze waarop de Sea Scouts aan de whaler kwamen. Wangle betekent namelijk zoveel als 'ritselen'. In elk geval hebben de scouts de Wangle III opgeknapt tot de whaler weer in optimale conditie was en er veilig mee gevaren kon worden. De scouts voeren er hoofdzakelijk mee op de Theems. Soms werd de Wangle III uitgeleend aan een andere Sea Scout-groep.

## Scheepsramp
Op 16 augustus 1950 maakte een groep scouts behorend bij de 1st Mortlake Sea Scouts in de Wangle III de oversteek van Engeland naar Calais. Toen ze drie dagen later de terugreis aanvingen, raakte de Wangle III op zee vermist. Aan boord waren tien bemanningsleden. Een grote zoektocht naar de Wangle III en zijn bemanning volgde. Daarbij werden behalve particuliere schepen, de marine van Engeland en België, ook vijf vliegtuigen ingezet. Op 26 augustus 1950 werd de hoop op het vinden van overlevenden opgegeven. Op 13 september 1950 spoelden op het eiland Texel twee bemanningsleden van de Wangle III aan, op 26 september 1950 op Terschelling een derde, op 28 september 1950 op Amrum (Duitsland) een vierde, op 29 en 30 september nummer vijf en zes op Sylt. Vier bemanningsleden werden nooit teruggevonden.